# Тавулия
Таву̀лия (на италиански: Tavullia, на местен диалект la Tomba, ла Томба, до 1938 г. Tomba di Pesaro, Томба ди Пезаро) е градче и община в Централна Италия, провинция Пезаро и Урбино, регион Марке. Разположено е на 170 m надморска височина. Населението на общината е 7820 души (към 2010 г.).